# Buellia spuria
Buellia spuria är en lavart som först beskrevs av Schaer., och fick sitt nu gällande namn av Anzi. Buellia spuria ingår i släktet Buellia och familjen Physciaceae.   Inga underarter finns listade i Catalogue of Life.